# Tractat de Copenhagen (1709)
El Tractat de Copenhaguen, del 22 d'octubre de 1709, durant la Gran Guerra del Nord, va reprendre l'aliança entre l'Imperi Rus i Dinamarca-Noruega. Que Carles XII de Suècia havia destruït en l'anterior Tractat de Traventhal el 1700. Per a Rússia, d'octubre de 1709 signava el tractat a Copenhaguen.